# ابوایوب انصاری

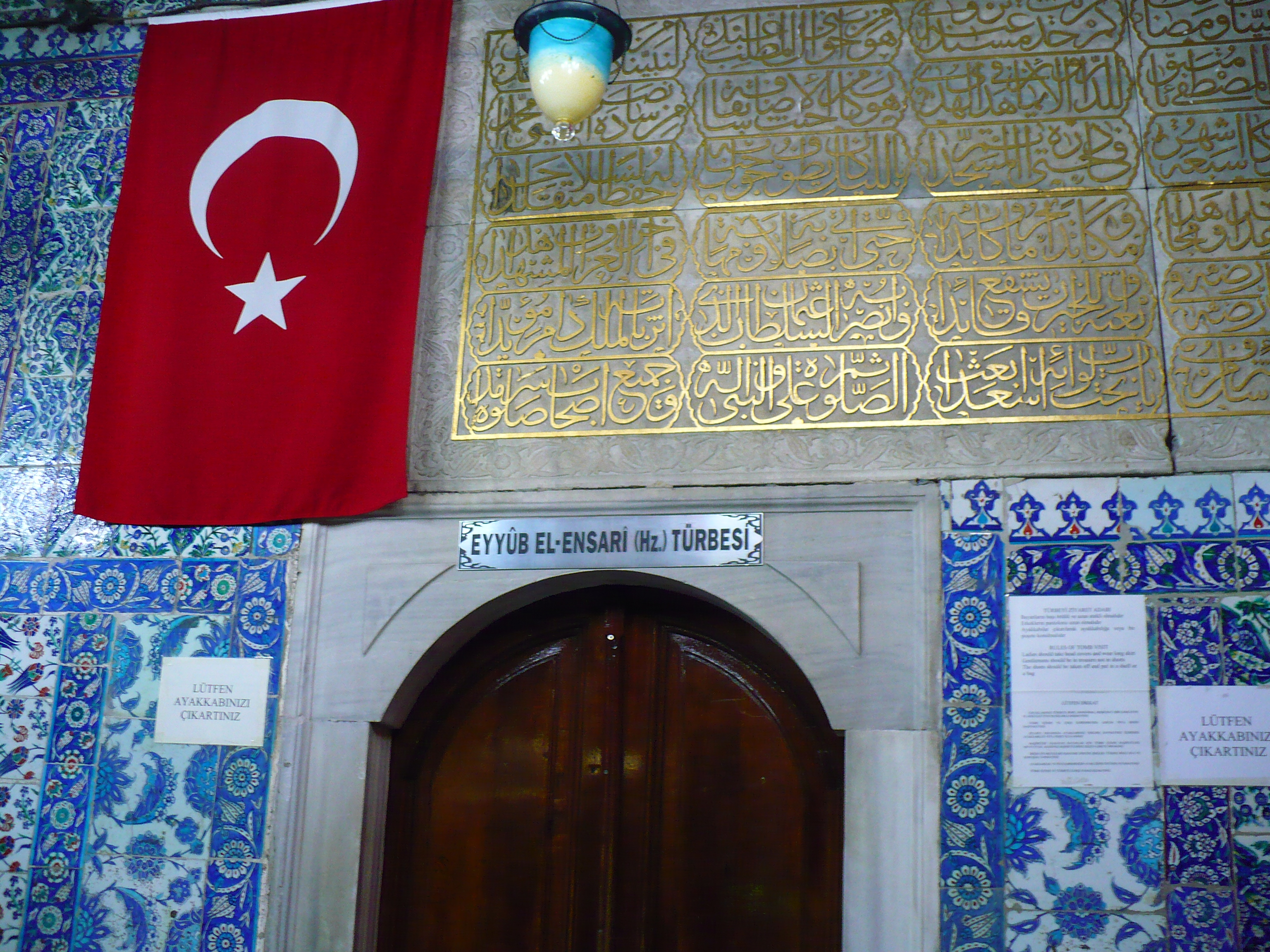
آرامگاه ابو ایوب در مسجد سلطان ایوب در استانبول

ابوایوب خالد بن زید بن کلیب بن ثعلبة بن عوف بن غنم بن مالک بن النجار بن ثعلبة بن عمرو انصاری خزرجی (۵۷۶ میلادی در مدینه – ۶۷۴ میلادی در کنستانتینوپل) معروف به ابوایوب انصاری از اصحاب محمد بن عبدالله و از انصار بود. پیامبر پس از هجرت به مدینه در خانه او سکونت کرد. با فتح مصر، ابوایّوب به مصر رفت. او از مهمترین راویان حدیث است.
خالد بن زید معروف به ابوایّوب انصاری، از قبیله خزرج و میزبان پیامبر اسلام در هنگام هجرت او از مکه به مدینه است. ابوایوب انصاری در عقبه حاضر بود و در غزوات بدر، احد، خندق و... حضور داشت.
برخی مفسّران، نزول آیه ۵ سوره انفال[قرآن انفال ۵] را درباره ناخشنودی وی و شماری از انصار در رویارویی با قریش در جنگ بدر، و آیات ۱۲ و ۱۶ سوره نور[قرآن نور ۱۲–۱۶] را در تأیید سخنان وی دانسته‌اند که با شنیدن ماجرای افک آن را تهمتی بزرگ شمرد. آیه ۶۱ سوره نور[قرآن نور ۶۱] را نیز در خصوص نگرانی او از خوردن طعام در منزل صحابه‌ای که در مأموریّت جنگی بوده دانسته‌اند.
وی زمانی که به همراه یزید بن معاویه و به فرمان معاویه بن ابی‌سفیان در محاصره اول قسطنطنیه (۵۲ هـ. ق) شرکت کرده بود درگذشت و در همانجا به خاک سپرده شد.